# Sosícrates (historiador)
Sosícrates (en llatí Sosicrates, en grec antic Σωσικράγης) fou un historiador grec nascut a Rodes que cita Diògenes Laerci com a referència per la informació de què Aristip de Cirene no havia escrit res.
Ateneu de Naucratis esmenta una obra anomenada "Sobre la successió dels filòsofs" (Σωσικράγης ἐν τρίτῷ φιλοσόφων διαδοχῆς) d'un Sosícrates, probablement aquest mateix personatge. Va escriure també una història sobre Creta (Κρητικά) que cita Estrabó. Va florir després d'Hermip i abans d'Apol·lodor, és a dir entre el 200 aC i el 128 aC.